# Nyctiellus lepidus
Nyctiellus lepidus is een zoogdier uit de familie van de trechteroorvleermuizen (Natalidae). De wetenschappelijke naam van de soort werd voor het eerst geldig gepubliceerd door Paul Gervais in 1837.

## Voorkomen
De soort komt voor in Cuba en de Bahama's.